# 深諦寺 (館林市)
深諦寺（じんたいじ）は、群馬県館林市にある時宗の寺院。

## 歴史
1395年（応永2年）、学阿によって開山された。その後、1623年（元和9年）に信善によって中興された。
本堂には「日限地蔵尊」と呼ばれる地蔵菩薩像がある。これは戦国大名蘆名盛氏が会津若松城近くにあった沼から発見したという3体の仏像の内の一つである。寛政年間（1789年 - 1801年）に当寺に持ち込まれた。恋愛成就のご利益があるという。

## 交通アクセス
- 多々良駅より徒歩29分。